# Фелікс Австрія
«Фелікс Австрія» — другий роман української письменниці Софії Андрухович, виданий у 2014 році «Видавництвом Старого Лева». Авторка писала роман протягом року.
Дія відбувається в 1900 році в Станіславові (зараз Івано-Франківськ). Роман написаний як щоденник головної героїні Стефи, де кожний розділ відповідає якомусь дню або присвячений спогадам і не позначений датою. 
Авторка жила в Кракові на творчій стипендії «Gaude Polonia», коли починала писати роман, її краківський гуртожиток називався «Фелікс». Дізнавшись про це, батько авторки — Юрій Андрухович — запропонував назву для роману з девізу Австро-Угорщини: Bella gerant alii, tu felix Austria, nube (укр. Нехай воюють інші, а ти, щаслива Австріє, укладай шлюби). В написанні роману авторка, зокрема, користувалася газетою Kurjer Stanisławowski початку XX ст. В мові роману вживаються численні галицькі діалектизми, більшість з яких пояснено у примітках. Герої роману живуть на вулиці Липовій у Станіславові, тепер це вулиця Шевченка в Івано-Франківську, де живуть батьки авторки. На обкладинці книжки зображена картина Джозефа Едварда Саутолла «Along the Shore» (укр. Вздовж берега) (1914).
2019 року «Видавництво Старого Лева» випустило оновлене видання з обкладинкою, яку оформила Світлана Дорошева.

## Головні герої
- Стефанія Чорненько (Стефа) — головна героїня, українка, від імені якої ведеться розповідь, сирота, служниця у домі доктора Анґера, а згодом — його дочки Аделі та її чоловіка Петра.
- Доктор Анґер — батько Аделі, який удочерив Стефу після смерті її батьків і його дружини Терези у пожежі.
- Адель Сколик (Аделя) — донька доктора Анґера, виросла разом зі Стефою, наполовину полька, наполовину німкеня.
- Петро Сколик — скульптор надгробків, вчився у Відні, чоловік Аделі, українець.
- Фелікс — дитина, знайдена у майстерні Петра, мав гіпереластичні суглоби і крав цінності з храмів.
- Ернест Торн — фокусник, у трупі якого була мати Фелікса і який використовував Фелікса для крадіжок в храмах.
- Йосип Рідний — студент доктора Анґера, згодом священик, чоловік Іванки.
- Іванка Рідна — дружина Йосипа (їмость), хвора і ледача.
- Велвеле — продавець риби, який запропонував Стефі поїхати з ним за океан.

## Сюжет
Розділ 1
Адель Анґер одружена з Петром Сколиком, який робить могильні плити. У Станіславові з християнських та єврейських храмів зникають цінні предмети. Стефа та Аделя пішли разом на концерт піаніста Рауля Кочарського. Фокусник Ернест Торн в театрі. На виставі дуже гнучкий хлопчик зав'язувався у вузол.
Розділ 2
Доктор Анґер виховав Аделю та Стефанію Чорненко після того, як у пожежі загинула дружина доктора Тереза та батьки Стефанії. Батько доктора був миловаром у Станіславові, за походженням німцем.
Розділ 3
Стефа виросла та виховувалась нерозлучно разом з Аделею і навіть їздила разом у весільну подорож з Петром та Аделею. Зустріч Петра і Аделі. Аделя не плідна по матері. Коли Петро дізнався про це, то почав будувати будинок.
Розділ 4
Затопило Княгинин та Станіслав. Стефа згадує, що перед смертю доктор Анґер заповідав їй, що їхні долі з Аделею переплелися і що вона має служити Аделі, хоча їй і буде важко. Стефа сприймає своє служіння Аделі як обов'язок і обіцянку доктору Анґеру, якому вона дуже вдячна.
Розділ 5
Готуючись до візиту Йосипа, Стефа купує линів на базарі у єврейки, на неї дивиться її син Велвеле і вона падає з велосипеда у калюжу.
Розділ 6
Сварка і примирення між Аделею та Стефою. Приготування до візиту отця Йосипа. Прийшли Йосип Рідний (учень доктора Анґера) та його молода дружина Іванка. Виявилося що Йосип не їсть рибу і Стефа викинула її за вікно. Аделя подарувала Іванці свій гребінь з цикадою, але Йосип його повернув Аделі. Йосип сказав, що церковні предмети зникають одночасно з виступами фокусника Торна.
Розділ 7
Стефа іде за кавою до Гальперна. Петро сказав Аделі, що хоче позбутися Стефи. Коли Йосип був учнем доктора Анґера, то він звертав увагу на Стефу, але вона не показувала виду, що ним цікавиться. Коли доктор Анґер попросив її дістати йому книжки з горища, то Йосип прийшовши посвітити їй гасовою лампою та влаштував пожежу. Іншого разу, допомагаючи Стефі вийти з човна, він його перекинув. Коли Йосип прийшов робити пропозицію Стефі, то Аделя сказала, що Стефи немає вдома і поцілувала Йосипа, жорстоко пожартувавши над Стефою.
Розділ 8
Можливо, Йосип став священиком через історію з пропозицією. Стефа приготувала гостинці для Йосипа, але її зустріли п'яні солдати і відібрали їжу. Йосип їх зупинив. Стефа сповідається Йосипу про годинник доктора Анґера. Стефа ходила разом з Аделею до школи. Одного разу Аделя звинуватила Стефу у крадежі годинника батька, що виявилося непорозумінням. Після сповіді несподівано з'являється Аделя. Обох повідомляють про те, що щось сталося з Петром. Коли вони разом з Йосипом приходять до майстерні, там знаходять Петра разом з дитиною.
Розділ 9
Аделя залишила хлопчика. Він мав гіпереластичні суглоби і завдяки цьому міг пролазити у найменші щілини і зав'язуватися вузлом.
Розділ 10
Після розмови з Йосипом Стефа відчуває закоханість у нього.
Розділ 11
Агеля, Стефа та Петро приєдналися до процесії з нагоди дня народження австрійського монарха. Петро назвав знайденого малого Фелікс, побачивши напис «Felix Austria».
Розділ 12
Фелікс зник на три дні поки не був знайдений на горищі, куди він потрапив пролізши через вентиляційний отвір завдяки своїй незвичній гнучкості. Фелікс дуже захоплений технікою. Намалював ціле місто в атласі доктора Анґера.
Розділ 13
Розповідь про колишні поїздки до пані Зузи, яка хотіла купити Стефу у доктора Анґера. Зуза любила Стефу і навіть помилково подарувала Аделі постіль на весілля подумавши, що це Стефа вступає в шлюб.
Розділ 14
З візитом прийшов фокусник Ернест Торн, якого зустріла Аделя. Торн прийшов за Феліксом, який, за його словами, є сином бірманської танцівниці з його цирку, яка несподівано померла під час вистави. Торн розказує про свої подорожі світом і свої борги через невдалу виставу. Пропонує купити хлопця за тисячу ринських. Аделя відразу погоджується. Стефа кидається на неї з закидами. Торн іде. Виявляється, що за цим спостерігав схований Фелікс.
Розділ 15
Візит до хати Йосипа та Іванки, у яких в хаті було дуже брудно і неприбрано. Стефа пішла за водою і зустріла Йосипа. Йосип повернув Аделі гребінь з цикадою вдруге, який та подарувала його дружині Іванці.
Розділ 16
Фелікс зблизився з Петром і почав йому допомагати. Аделя впала в істерику, бо не могла достукатися до малого. Прийшов поліційний комісар і сказав про злочини Торна. Фелікс допомагав Торну грабувати храми. Петро запропонував постійно годувати малого, щоб він розтовстів і не викликав підозри у поліції. Це допомогло і поліція перестала ним цікавитися.
Розділ 17
Фелікс почав говорити. Візит до крамниці Баумеля для пошиття одягу для Фелікса. Там чекають на візит продавця риби Велвеле. Велвеле сказав Стефі, що про неї говорять, що вона не може полишити Аделю. І сказав, що вона могла би бути незалежною і готувати свою смачну їжу для інших.
Розділ 18
Стефа прийшла до Йосипа, коли його не було вдома, щоби поприбирати. У їмості стався припадок кашлю, але їй полегшало.
Розділ 19
Стефа живе на дві хати і приходить прибирати та готувати Йосипу та Іванці. Йосип прийшов додому і сказав, що їй заплатить, а вона почала плакати. Повернувшись додому, Стефу зустрів Велвеле. Він запропонував їй поїхати з ним за океан і зробити спільний бізнес. Вона відмовилася і сказала, що навесні вступає в шлюб.
Розділ 20
Підготовка до дня народження Аделі. Аделя почала бути відсутня вдома і стала менш прикрою до Стефи. Під час підготовки до Стефи прийшов Йосип. Стефа побачила, як Йосип дав Аделі якусь тканину. Виявилося, що це панчоха Аделі.
Розділ 21
Аделя з Петром зібралися кудись виходити. Коли вони поїхали, Стефа почала читати щоденники Аделі, щоби дізнатися про її зв'язок з Йосипом. Серед паперів вона знаходить передсмертний лист доктора Анґера до пастора. Згідно з цим листом, Анґер визнавав свою помилку в удочерінні Стефи, яка стала надто близькою до Аделі. Анґер також погоджувався з пропозицією пастора прийняти Стефу до себе після одруження Аделі з Петром.
Розділ 22
Петро та Фелікс приготували подарунок для Аделі - її портрет, намальований Феліксом. Відбувається святкування дня народження Аделі. Стефа трохи випила шампанського та вина і згадує про те, що втрачає контроль над собою. Петро танцює з Аделею. Стефа оголошує всім на святі, що у Аделі роман зі священиком. Її осуджують. У Іванки стається припадок.
Розділ 23
Стефа готується йти з дому. Приходить Аделя і б'є Стефу. З їхньої розмови виявилося, що Йосип молився за Аделю, щоб та завагітніла, а панчохи Аделя подарувала Іванці, а Йосип їй їх повернув. Аделя недавно дізналася про свою вагітність. Від емоцій Стефа упускає лампу і в будинку починається пожежа. Під час пожежі падає статуя, на якій любив сидіти Фелікс, і з неї висипаються вкрадені коштовності з храмів. Під час пожежі Стефа позбавляється своїх ілюзій і планує поїхати разом з Велвеле за океан.

## Нагороди і визнання

### Визнання
Роман включено до списку «Список 100 найкращих українських літературних творів (за версією Українського ПЕН-клубу)».

### Нагороди і номінації
| Рік  | Премія                                                                                                  | Номінація             | Результат | Дж.    |
| ---- | --- | --------------------- | --------- | ------ |
| 2014 | Форму видавців у Львові                                                                                 | Спеціальна відзнака   | Перемога  | [ 5 ]  |
| 2014 | Книга року BBC                                                                                          | Книга року BBC — 2014 | Перемога  | [ 6 ]  |
| 2014 | ЛітАкцент року                                                                                          | Проза                 | Перемога  | [ 7 ]  |
| 2015 | Премія фонду Лесі та Петра Ковалевих                                                                    | Проза                 | Перемога  | [ 8 ]  |
| 2016 | Visegrad Eastern Partnership Literary Award (укр. Вишеградська літературна премія Східного партнерства) | Літературна відзнака  | Перемога  | [ 9 ]  |
| 2017 | Премія Жана Моне                                                                                        |                       | Номінація | [ 10 ] |

## Переклади
У 2016 році «Фелікс Австрія» був перекладений німецькою мовою та виданий австрійським видавництвом «Residenz Verlag» під назвою «Der Papierjunge» («Паперовий хлопчик»). Влітку 2016 року книгу було видано у Польщі. Також роман було перекладено чеською, угорською, хорватською, французькою, англійською мовами.

## Екранізації
Права на екранізацію роману придбала компанія Film.UA Group. Продюсером стрічки на партнерських засадах стала Надія Зайончковська. У березні 2019 року стало відомо, що режисером-постановником фільму «Віддана» виступить Христина Сиволап, роль Стефанії зіграє польська акторка Маріанна Янушевич, а ролі Аделі та Петра зіграють Олеся Романова та Роман Луцький відповідно. У липні 2019 року стало відомо, що фільм вийде в український прокат 16 січня 2020 року; дистриб’ютор – кінокомпанія «Вольґа Україна».
Текст аудіовистави (2016) разом з композитором і музикантом Євдокимом Решитьком читає Соня Сотник.